# クリスマス・イブ (山下達郎の曲)
「クリスマス・イブ」（CHRISTMAS EVE）は、1983年12月14日にアルファ・ムーン（現・ワーナーミュージック・ジャパン）から発売された山下達郎の通算12作目のシングル。
アルバム『MELODIES』に収録された後にシングル・カットされた楽曲で、のちにベスト・アルバム『TREASURES』とオールタイム・ベスト『OPUS 〜ALL TIME BEST 1975-2012〜』に収録された。
1988年に深津絵里が出演したJR東海のクリスマス・エクスプレスのCMソングに採用されて知名度があがり、同CMに牧瀬里穂が出演した1989年にオリコン週間シングルランキングで1位を獲得した。その後も売上を伸ばし1991年には累計100万枚を突破した。
2016年には30年連続でオリコンの週間シングルランキング（TOP100）に入ったとしてギネス世界記録に認定された。
松任谷由実の「恋人がサンタクロース」と並び、J-POP クリスマス・ソングの定番曲である。
ラジオ番組『山下達郎のサンデー・ソングブック』では毎年、諸事情で前倒し収録にしたり1曲目に自身の曲を掛けない特集でない限りは12月1週目の放送からクリスマスイブ当日が日曜日の年はクリスマスイブまで、クリスマスイブが平日の年はクリスマスイブの週の前週の放送まで毎週、1曲目にオンエアーするのが通例である。それ程「クリスマス・イブ」は山下達郎の12月を象徴する楽曲である。

## 経緯
インタビューによれば、もともとは妻である竹内まりやのアルバム用に1981年ごろに書いた曲だが使われず、もったいないので自分でやることにしたという。
本楽曲のコードはバロック音楽でよく聴かれる進行であることから、バロックに多い「クリシェ」のコード進行から着想して“クリスマス”を題材に、本物のバロックからパッヘルベルの「カノン」を間奏に、それぞれ用いた。同時にシュガー・ベイブ時代に制作を試行して未完だった楽曲「雨は夜更け過ぎに」の歌い出しが去来し、ペシミスティック（悲観的）な嗜好から失恋をクリスマスに合せると、歌詞はあっという間に仕上がったという。
スウィングル・シンガーズのスタイルを一人アカペラで表したことから、8小節に48テイクを要して8時間を費やした。エンディングでコーラスを一転してアソシエイション風のアプローチとしたのは、当時一世を風靡していたオフコースへの対抗意識から発想した。コーラスは1981年発売のギターとコーラスアレンジとコーラスを担当した矢野顕子のシングル『あしたこそ、あなた』のコーラスにが元になっている。パパパパパのコーラスにその名残がある。

## 本人による評価
「間違いなく私の代名詞となって残るであろう一曲。自分の全作品中、詞・曲・編曲・演奏・歌唱・ミックス、すべての要素がバランスよく仕上がった数曲のひとつ」と、『OPUS』のライナーノーツで記している。「ベストソング=ベストヒット」であり、山下にとって大ヒット曲かつ代表曲であることからライブで必ず演奏する一曲で、常連の客には「またかよ」という者もいるが「今日初めて来た人、今回しか来られない人のために『クリスマス・イブ』はやり続ける。一生やめません」と語っている。

## 収録曲

### SIDE A
1. CHRISTMAS EVE
作詞 · 作曲：山下達郎

### SIDE B
1. WHITE CHRISTMAS
作詞 · 作曲：アーヴィング・バーリン[注釈 2]

## バリエーション
English Versionは当初、1991年発売のミュージック・ビデオ『TATS YAMASHITA PRESENTS CHRISTMAS IN NEWYORK』用の素材として作られたが、1993年冬の季節向けアルバム『SEASON'S GREETINGS』に初収録された。
2000年盤で初めてカラオケがCD収録され、2000年盤と2003年盤は、アラン・オデイの英語詞によるEnglish Versionとオリジナルカラオケを収録する。
1998年、2000年、2003年、それぞれ再発売のたびに山下がリマスタリングしている。
2013年に発売した『MELODIES 30th Anniversary Edition』は、正規版のA（イ長調）に対してD（ニ長調）で演奏された仮歌による未完成トラックの「クリスマス・イブ (Key In D)」がボーナス・トラックとして収録された。
山下はサブスクリプションによる音楽配信に消極的だが、2018年のクリスマス・イブに30周年バージョンをAmazon Music、Apple Musicで配信している。
2021年はカップリングの「White Christmas」は収録されたが、「クリスマス・イブ」のEnglish Versionは収録されなかった。代りに「新型コロナウイルス感染症」の外出自粛時にHome Karaokeと題してオリジナルバックトラックに自宅で新たにボーカルをレコーディングした「Blow」、「Misty Mauve」(「RARITIES」収録のドラムが打ち込みのバックトラックで且つ歌詞もタイアップの関係で変えていた歌詞も元の歌詞で歌ったバージョンを再現したのではなく、鈴木雅之提供時のドラムが青山純のバックトラックで歌詞もタイアップの関係で変えた歌詞を再現した。)、「Mighty Smile (魔法の微笑み)」にHome Acappellaと題して自宅でアカペラのバックトラックをレコーディングして新たにボーカルをレコーディングした「LOVE CAN GO THE DISTANCE」、「おやすみロージー -Angel Babyへのオマージュ-」が収録された。

## チャート成績
ムーン・レコード社長の小杉理宇造からの提案で、1983年12月14日に、3万枚限定の12インチ・ピクチャー・ディスクとして初めてシングルカット発売した。
当初オリコンシングルチャートは最高位44位だったが、1988年にJR東海「ホームタウン・エクスプレス（X'mas編）」のCMソングに使用されて急上昇し、1989年12月のオリコンシングルチャートで30週目のランクインで1位となる。発売から1位までが6年6か月で当時の最長記録、ベスト・テンに再チャートされた回数の最多記録などの記録を持つ。
1986年11月28日に7インチ・シングルとして再発売して以降、毎年末に季節限定商品としてカラー・ヴァイナル、ピクチャー・レーベルと趣向を変えつつリリースされ、クリスマスの時期が近づくとオリコンシングルチャートにランクインすることが恒例となっている。ロング・ヒットの楽曲のため合算で伸びていることもあるが、オリコン調べでは1980年代に日本で発売された楽曲で売上が最も多いシングルである。1991年に100万枚（ミリオン）、2013年に累計185.1万枚を記録した
。
2000年に累計出荷枚数が200万枚を突破した。
2015年にはオリコンチャート30年連続トップ100入りを達成し、2016年3月には「日本のシングルチャートに連続でチャートインした最多年数」としてギネス世界記録に認定された。
2016年12月時点で、シングル6タイトル合計の累積売上枚数は約190万枚となっている。
2023年現在ではオリコンチャートトップ100入りを38年連続に伸ばし、記録を更新し続けている。これに伴い、日本国内でリリースされている全ての楽曲中で唯一、1980年代・1990年代・2000年代・2010年代・2020年代の5つの年代でトップ100入りを果たしている楽曲となっている。
2024年12月18日、オリコン週間シングルランキングで、「クリスマス・イブ（2024 Version）」が初登場7位にランクイン。同作の週間シングルランキングTOP100内ランクインは、40位にランクインした1986年12月8日付（1987年度）から39年連続を記録。歴代1位の「週間シングルTOP100入り連続年数」記録を自己更新。
オリコン週間シングルランキングのトップ100ランクイン週数が、2019年9月23日付まで通算150週で、SMAPの「世界に一つだけの花」、中島みゆきの「地上の星/ヘッドライト・テールライト」、夏川りみの「涙そうそう」に続いて歴代4位である。
フェイス・ワンダワークスが2015年（平成27年）に発表したGIGAエンタメロディで、15年間に最も多くダウンロードされた着信メロディを集計した「着信メロディ15年間ランキング」1位であった。
2020年に朝日新聞のクリスマスソングアンケートで1位となる。

## 7inch:MOON-508, SCD:10SD-13, AMDM-6030, WPDV-7200

### SIDE A
1. CHRISTMAS EVE

### SIDE B
1. WHITE CHRISTMAS
12インチ・シングルと異なる再録バージョンで、本盤以降発売された本楽曲はこのバージョンが収録されている。

## CD:WPCV-10034

### 収録曲
1. Christmas Eve（JR東海クリスマス・エクスプレス2000CMソング）
2. White Christmas
3. Christmas Eve 英語バージョン（英詞：アラン・オデイ）
4. Christmas Eve オリジナル・カラオケ

## CD:WPCL-10059
2012年に“2003 NEW REMASTER”として、とり・みき書き下ろしイラストの三方背BOXによるクリスマス・パッケージで、12月25日までの期間限定商品として販売した。

### 収録曲
1. Christmas Eve
2. White Christmas
3. Christmas Eve English Version <2003 NEW REMIX>
4. Christmas Eve Original Karaoke<2003 NEW REMIX>

## 30th Anniversary Edition
発売30周年を記念して発売された“30th Anniversary Edition”である。
音源は2013年最新リマスターを使用し、「クリスマス・イブ」のアコースティック・ライブ・バージョンを追加収録した。初回限定盤のみ「クリスマス・イブ」新録ショート・フィルム収録のDVDを同梱した。
ワーナーミュージック・ジャパンの通販サイトであるワーナーミュージック・ダイレクトで、“30th Anniversary Edition”のスペシャル企画として、通常盤の特製スリーブ・ケースの表紙部分に自分で選んだ写真やメッセージを入れる世界でひとつだけのジャケットつきCDが作成できる「オーダーメイド・ジャケット」が企画され、30周年記念オーダーメイド・ジャケット期間限定CDパッケージも発売された。
2015年12月14日から25日までの期間限定で、三方背BOXを被せた「2015クリスマス・スペシャル・パッケージ」を発売した。収録内容は30th Anniversary Editionと同じ。BOXはこのシングルやシュガー・ベイブ『SONGS』のジャケットを手がけた金子辰也のイラストがあしらわれている。
2017年12月12日から25日までの期間限定で、30th Anniversary Editionをベースにした鈴木英人の描き下ろしイラストによる三方背BOX仕様「2017 クリスマス・スペシャル・パッケージ」が販売された。収録内容は30th Anniversary Editionと同じで、本バージョンは11月17日からApple Musicでの配信を開始した。
2018年12月11日から25日までの期間限定で、30th Anniversary Editionをベースに、アニメ映画『未来のミライ』とタイアップして細田守監修で青山浩行（同作作画監督）の「くんちゃん」と「ミライちゃん」描き下ろし原画による三方背BOX仕様の「2018 クリスマス・スペシャル・パッケージ」が販売された。収録内容は30th Anniversary Edition”と同じである。
発売時に初週2.0万枚を売り上げ、2013年12月2日付のオリコン週間シングルランキング10位に初登場し、シングル・アルバムを通じて史上初の4年代（1980・1990・2000・2010年代）トップ10入りを記録した。また、同曲のトップ10入りは、2001年1月1日付以来12年11か月ぶり。トップ100ランク・インの連続記録を29年に更新した。2015年に12月28日付オリコン週間シングルランキングで先週付の178位から39位へ上昇した。ランキングの集計・発表年度で「2016年度」にあたる週にTOP100入りし、「TOP100入り連続年数記録」が30年連続となった。2016年、1986年から2015年まで30年連続で100位入りを達成したことから、「Most consecutive years to appear on the Japan single chart（日本のシングルチャートに連続でチャートインした最多年数）」としてギネス世界記録に公式認定された。

### CD:WPZL-30763, WPCL-11665

#### 収録曲
1. Christmas Eve  –  (4:17)[21][22]
2. White Christmas  –  (2:28)[21][22]
3. Christmas Eve -English Version  –  (4:18)[21][22]
4. Christmas Eve -Acoustic Live Version  –  (4:52)[21][22]
5. Christmas Eve -Original Karaoke  –  (4:15)[21][22]

### DVD:WPZL-30764
- Christmas Eve -Short Film-
  - これまで公式MVが存在していなかったが発売30周年を迎えることから、広瀬すずをヒロイン役として初制作された。作中では、本楽曲のヒットのきっかけとなったJR東海「クリスマス・エクスプレス（1989年）」のCMで主人公を演じた牧瀬里穂が、広瀬とすれ違いざまにぶつかる通行人の役で特別出演した[注釈 5]。

### 12inch:WPJL-10013
発売30周年を記念して、CDの「30th Anniversary Edition」再発売時に、レコード盤も制作。オリジナル・カラオケを除く4曲入りの12インチ・シングル、180グラム重量盤としてCDと同日発売された。

#### 収録曲
- サイドA
  - Christmas Eve  –  (4:14)[29]
  - White Christmas  –  (2:25)[29]
- サイドB
  - Christmas Eve -English Version-  –  (4:14)[29]
  - Christmas Eve -Acoustic Live Version-  –  (4:49)[29]

## 2014年バージョン
「クリスマス・イブ」をモチーフに書かれた小説が原作で、山下にとって30年ぶりとなる音楽監修を務めた映画『MIRACLE デビクロくんの恋と魔法』のテーマ曲に決定したことを受け、映画の劇中歌として使われる、竹内まりやが歌う「The Chiristmas Song」と山下が歌う「Have Yourself a Merry Little Chiristmas」2曲のメドレーを特別収録。“2014 Version”として2014年12月29日までの期間限定でリリースされた。
- 収録曲（CD:WPCL-12036）

1. Christmas Eve  –  (4:17)[30]
2. White Christmas  –  (2:28)[30]
3. Christmas Eve - English Version  –  (4:18)[30]
4. Christmas Eve - Acoustic Live Version  –  (4:52)[30]
5. (Special Medley)  –  (4:52)[30]
  - The Christmas Song - ボーカルMariya Takeuchi（作詞・作曲 Mel Torme & Robert Wells）
  - 〜Have Yourself a Merry Little Christmas（作詞・作曲 Hugh Martin, Ralph Blane）
6. Christmas Eve - Original Karaoke  –  (4:15)[30]

## 2019年バージョン
2019年12月11日からCD「クリスマス・イブ (2019 Version)」（WPCL-13162）が期間限定で発売された。未発表音源2曲をプラスした以下の7曲を収録する。<M5,6>はツアー「PERFORMANCE 2019」からのライブ音源。

### 収録曲
1. クリスマス・イブ
2. ホワイト・クリスマス
3. クリスマス・イブ（イングリッシュ・バージョン）
4. クリスマス・イブ（アコースティック・ライブ・バージョン）
5. ベラ・ノッテ（2019ライブ・バージョン）
6. 煙が目にしみる（2019ライブ・バージョン）
7. クリスマス・イブ（オリジナル・カラオケ）

## 2020年バージョン
2020年はホワイト・ヴァイナル仕様の7インチシングルレコード「クリスマス・イブ (2020 Version)」（WPKL-10006）を完全生産限定盤として販売した。A面はクリスマス・イブ、B面はホワイト・クリスマスを収録。

## 2021年バージョン
2021年12月15日にはCD「クリスマス・イブ（2021 Version）」（WPCL-13340）が期間限定商品として発売された。以下の8曲を収録する。

### 収録曲
1. クリスマス・イブ
2. ホワイト・クリスマス
3. Blow (Home Karaoke)
4. Misty Mauve (Home Karaoke)
5. Mighty Smile（魔法の微笑み） (Home Karaoke)
6. おやすみロージー −Angel Babyへのオマージュ− (Home Acappella)
7. Love Can Go The Distance (Home Acappella)
8. クリスマス・イブ（オリジナル・カラオケ）

## 40th Anniversary Edition
2023年12月13日には12インチレコード「クリスマス・イブ（40th Anniversary Edition）」（WPJL-10195）が完全生産限定盤として発売。180g重量盤。B面に通常のホワイト・クリスマスとそのバージョン違い（Happy Xmas Show! Version）を収録。

### 収録曲

#### SIDE A
1. クリスマス・イブ

#### SIDE B
1. ホワイト・クリスマス
2. ホワイト・クリスマス（Happy Xmas Show! Version）

## 2024年バージョン
2024年12月11日にはCD「クリスマス・イブ（2024 Version）」（WPCL-13619）が期間限定商品として発売。以下の8曲を収録する。＜M3,4,5＞は、2013年12月19日の大阪フェスティバルホールでのライブ音源。

### 収録曲
1. クリスマス・イブ
2. ホワイト・クリスマス
3. マイ・ギフト・トゥー・ユー (ライブ・バージョン)
4. ベラ・ノッテ (ライブ・バージョン)
5. ハヴ・ユアセルフ・ア・メリー・リトル・クリスマス (ライブ・バージョン)
6. クリスマス・イブ (イングリッシュ・バージョン)
7. クリスマス・イブ (アコースティック・ライブ・バージョン)
8. クリスマス・イブ (オリジナル・カラオケ)

## リリース履歴
| #                         | 発売日           | 規格             | 品番                         | 仕様 | オリコンチャート成績 |
| MOON ⁄ ALFA MOON          | MOON ⁄ ALFA MOON | MOON ⁄ ALFA MOON | MOON ⁄ ALFA MOON             | MOON ⁄ ALFA MOON | MOON ⁄ ALFA MOON |
| ------------------------- | ---------------- | ---------------- | ---------------------------- | --- | --- |
| 1                         | 1983年12月14日   | 12inch           | MOON-13001                   | 3万枚限定発売、ピクチャー・12インチ・ディスク | 最高位44位 |
| 2                         | 1986年11月28日   | 7inch            | MOON-508                     | 初回プレス限定、ホワイト・ヴィニール、特製ジャケット | 最高位21位（1986年12月22日付） |
| 3                         | 1987年11月28日   | 7inch            | MOON-508                     | 1987年限定、カラー・レーベル | 最高位91位（1987年12月29日付） |
| 4                         | 1988年11月10日   | SCD              | 10SD-13                      | 8センチCDシングルに移行 | 最高位30位（1988年12月26日付） |
| 5                         | 1989年10月25日   | SCD              | 10SD-13                      | レーベルがカラーに変更。CMでのヒットにより生産が追いつかず、急遽プレスの一部をドイツに発注。そのため、この年のみレーベル2種類。 | 最高位1位（1989年12月25日、1990年1月1日、15日付 3週連続1位、5年連続TOP100入） |
| MOON ⁄ MMG                |                  |                  |                              | | |
| 6                         | 1990年11月10日   | SCD              | 10SD-13                      | ジャケット・デザイン変更および、レーベル・デザイン変更 | 3位（1990年12月10日、17日付） 最高位4位（1991年12月30日付） |
| 6                         | 1990年11月10日   | CT               | AMSM-6030                    | オリジナル・カラオケ初収録、AMDM-6030収録曲を片面に収録（A・B面とも収録内容は同じ） | |
| 7                         | 1992年11月10日   | SCD              | AMDM-6030                    | レーベル・デザイン変更 | 最高位12位（1992年12月28日付） 最高位25位（1993年1月11日付）、36位（12月27日付） 最高位32位（1994年1月10日付）、50位（12月30日付） 最高位46位（1995年1月2日付 10年連続TOP100入）、63位（12月25日付） 最高位50位（1996年1月1日付）、79位（12月30日付） 最高位79位（1997年12月26日付）                                                                                                |
| MOON / WARNER MUSIC JAPAN |                  |                  |                              | | |
| 8                         | 1998年11月18日   | SCD              | WPDV-7200                    | MMG盤を品番改定により再発。NEW REMASTER使用 | 最高位75位（1998年12月28日付） 最高位64位（1999年12月27日付） |
| 9                         | 2000年11月22日   | CD               | WPCV-10034                   | マキシ・シングルに移行、NEW REMASTER使用 | 最高位7位（2000年12月25日付 15年連続TOP100入） 最高位6位（2001年1月1日付）、41位（12月31日付） 最高位49位（2002年12月30日付） |
| 10                        | 2003年11月12日   | CD               | WPCL-10059                   | 2003 NEW REMASTER使用、英語版とカラオケをリミックス ※2010年、Listen Japan, mora, mora win, MUSICO でPC配信開始。（11月24日～12月26日） | 最高位47位（2003年12月29日付） 最高位97位（2004年1月12日付） 最高位92位（2005年12月26日 20年連続TOP100入 累積売上180.8万枚） 最高位80位（2006年1月2日付）、98位（2007年1月1日付） 最高位49位（2007年12月31日付） 最高位84位（2008年12月29日付） 最高位96位（2009年12月28日付） 最高位96位（2010年1月4日付 25年連続TOP100入） 最高位98位（2011年1月3日付） 、100位（2012年1月2日付） |
| 11                        | 2012年12月12日   | CD               | WPCL-10059                   | 【クリスマスパッケージ仕様】 | 最高位29位（2012年12月24日付） |
| 12                        | 2013年11月20日   | CD+DVD           | WPZL-30763/4【初回限定盤】   | - 【30th Anniversary Edition】 - 2013 NEW REMASTER使用。アコースティック・ライブ・ヴァージョンを追加。初回限定盤はショートフィルム収録のDVD付。                                                                                             | 最高位10位（2013年12月2日付） 26位（2013年12月23日付） |
| 12                        | 2013年11月20日   | CD               | WPCL-11665【通常盤】         | - 【30th Anniversary Edition】 - 2013 NEW REMASTER使用。アコースティック・ライブ・ヴァージョンを追加。初回限定盤はショートフィルム収録のDVD付。                                                                                             | 最高位10位（2013年12月2日付） 26位（2013年12月23日付） |
| 12                        | 2013年11月20日   | 12inch           | WPJL-10013【完全生産限定盤】 | - 【30th Anniversary Edition】 - 2013 NEW REMASTER使用。アコースティック・ライブ・ヴァージョンを追加。初回限定盤はショートフィルム収録のDVD付。                                                                                             | 最高位10位（2013年12月2日付） 26位（2013年12月23日付） |
| 13                        | 2014年11月19日   | CD               | WPCL-12036                   | - 【2014 version】 - 映画『MIRACLE デビクロくんの恋と魔法』テーマ曲。 劇中で使われた、竹内まりやが歌う「ザ・クリスマス・ソング」と、山下が歌う「ハヴ・ユアセルフ・ア・メリー・リトル・クリスマス」2曲のメドレーを特別収録。2014年限定発売。 | 29位（2014年12月22日付） 最高位25位（2014年12月29日付） |
| 14                        | 2015年12月15日   | CD               | WPCL-11665                   | - 【2015 Christmas Special Package】 - 30th Anniversary Edition通常盤に金子辰也のイラストによる三方背BOXを被せた、2015 クリスマス・スペシャル・パッケージ。                                                                                 | 最高位39位（2015年12月28日付 30年連続TOP100入<累積売上189.8万枚） 最高位33位（2016年1月4日付）、93位（2017年1月2日付） |
| -                         | 2016年12月14日   |                  |                              | 定額制音楽配信サービス「dヒッツ」で配信開始。 | |
| 15                        | 2017年12月12日   | CD               | WPCL-11665                   | - 【2017 Christmas Special Package】 - 30th Anniversary Edition通常盤に鈴木英人のイラストによる三方背BOXを被せた、2017 クリスマス・スペシャル・パッケージ。 - ※この年、Apple Musicで配信開始。（11月17日）                                  | 最高位29位（2017年12月25日付） |
| 16                        | 2018年12月11日   | CD               | WPCL-11665                   | - 【2018 Christmas Special Package】 - 30th Anniversary Edition通常盤に細田守監修・青山浩行原画による三方背BOXを被せた、2018 クリスマス・スペシャル・パッケージ。 - ※同年、Amazon Music Unlimitedで配信開始。                               | 最高位47位（2018年12月24日付） |
| 17                        | 2019年12月11日   | CD               | WPCL-13162                   | - 【2019 Version】 - 『SEASON'S GREETINGS』収録「ベラ・ノッテ」「煙が目にしみる」の2019年録音ライヴ・バージョンを特別収録。2019年限定発売。                                                                                                 | 最高位17位（2019年12月23日付） |
| 18                        | 2020年12月16日   | 7inch            | WPKL-10006【完全生産限定盤】 | - 【2020 Version】 - 1986年仕様のアナログ・レコードを再現した7インチ・ホワイト・ヴァイナルを限定販売。 | 最高位15位（2020年12月28日付 35年連続TOP100入） |
| 19                        | 2021年12月15日   | CD               | WPCL-13340                   | - 【2021 Version】 - 既存シングルの収録曲に、未発売バージョンの音源(Home Karaoke)を追加した今年限りの限定盤。 | 最高位10位（2021年12月22日付） |
| 20                        | 2022年12月13日   | CD               | WPCL-11665                   | - 【2022クリスマス・パッケージ】 - ヤマザキマリが描き下ろしたクリスマスのイラストがプリントされた三方背パッケージ仕様。収録内容は30th Anniversary Editionと同一。                                                                           | 最高位17位（2022年12月26日付） |
| 21                        | 2023年12月13日   | 12inch           | WPJL-10195                   | - 【40th Anniversary Edition】 - 完全生産限定盤による12インチレコード。180g重量盤。収録内容はB面に通常のWhite Christmasとバージョン違い(Happy Xmas Show! Version)を収録。                                                                   | 最高位9位（2023年12月25日付） |
| 22                        | 2024年12月11日   | CD               | WPCL-13619                   | - 【2024 Version】 - 既存シングルの収録曲にクリスマス・ソングの未発売ライブ音源を3曲プラスした今年限りの限定盤。 | 最高位7位（2024年12月18日付） |

## 収録アルバム
| タイトル                          | 発売日         | レーベル                  | 規格        | 品番                                                  | 備考                                                          |
| --------------------------------- | -------------- | ------------------------- | ----------- | ----------------------------------------------------- | ------------------------------------------------------------- |
| MELODIES                          | 1983年6月8日   | MOON ⁄ ALFA MOON          | LP          | MOON-28008                                            |                                                               |
| MELODIES                          | 1983年6月8日   | MOON ⁄ ALFA MOON          | CT          | MOCT-28008                                            | カセット同時発売。アナログ盤と同内容。                        |
| TREASURES                         | 1995年11月18日 | MOON ⁄ east west japan    | CD          | AMCM-4240                                             | ムーン・レーベル初のベスト・アルバム。                        |
| TREASURES                         | 1999年6月2日   | MOON ⁄ WARNER MUSIC JAPAN | CD          | WPCV-10028                                            | 品番改定によるイーストウエスト盤の再発。                      |
| OPUS 〜ALL TIME BEST 1975-2012〜  | 2012年9月26日  | MOON ⁄ WARNER MUSIC JAPAN | - 4CD - 3CD | - WPCL-11201/4【初回限定盤】 - WPCL-11205/7【通常盤】 | オールタイム・ベスト                                          |
| MELODIES 30th Anniversary Edition | 2013年8月28日  | MOON ⁄ WARNER MUSIC JAPAN | CD          | WPCL-11539                                            | ボーナス・トラックとして「クリスマス・イブ (Key In D)」を収録 |
| MELODIES 30th Anniversary Edition | 2013年11月20日 | MOON ⁄ WARNER MUSIC JAPAN | 2LP         | WPJL-10009/10                                         | 完全生産限定盤                                                |

## タイアップ

### CM
- 東海旅客鉄道 /  東海道新幹線
  - ホームタウン・エクスプレス（X'mas編、1988年） - 下記シリーズの前身
  - クリスマス・エクスプレス（1989年 - 1992年）
  - クリスマス・エクスプレス 2000（2000年）- このCMにより数年振りにTOP10入りを記録してリバイバル・ヒット、同年に累計出荷枚数が200万枚を突破した[12][13]。
- エステティックTBC（1993年 - 2004年）
- シボレー・MW（2007年 - 2008年）- 2007年はイングリッシュ・ヴァージョン
- X'mas with Mobage（2011年）
- ソフトバンク「MOON RIBAR『クリスマス』」（2015年）[52]

### ドラマ
- TBSテレビ『月曜ドラマスペシャル イブは初恋のように』（1991年） - 唯川恵原作『キスよりもせつなく』をドラマ化。

### 映画
- 映画『君は僕をスキになる』（1989年）
- 映画『MIRACLE デビクロくんの恋と魔法』[53]（2014年）

## カバー
- 東京パフォーマンスドール（1991年） - アルバム『Cha-DANCE PARTY Vol.3』に収録。歌唱メンバーは原宿ジェンヌ（篠原涼子と川村知砂のユニット）
- KICK THE CAN CREW「クリスマス・イブRap」（2001年）
- Shela「pink」（2001年）
- Mi-Ke「complete of Mi-Ke at the BEING studio」（2002年）
- CHEMISTRY『Winter of Love』（2008年11月19日）
- Lia+Veil『2 BUY 1 GET! Thanksパッケージ』（2009年7月17日）
- 小田和正 - 「クリスマスの約束」にてカバー。
  - 小田・根本要（スターダスト・レビュー）・大橋卓弥（スキマスイッチ）・吉岡聖恵（いきものがかり）（2009年）
  - 小田・桜井和寿（Mr.Children）（2013年）
- 坂本冬美『Love Songs II 〜ずっとあなたが好きでした〜』[54]（2010年12月8日）
- 弘田三枝子『My Tapestry』（2013年05月25日）
- NOKKO『もうすぐクリスマス』[55]（2013年11月27日）
- 天海春香（声：中村繪里子） - 『アイドルマスター ミュージックコレクション』[56]（2014年）※「一番くじプレミアム アイドルマスターPART2」のF賞景品。
- BIGMAMA『I'm Standing on the Scaffold』（2010年12月25日）
- a flood of circle「FLYER'S WALTZ」[57]（2016年11月23日）
- BTOB『24/7 (TWENTY FOUR/SEVEN)』[58]（2016年12月7日）
- 山口めろん『君にメロン』（2022年11月2日）
- 花譜（2022年11月6日）
- 高木さん（声：高橋李依） - スマートフォンゲーム『からかい上手の高木さん キュンキュンレコーズ』（2022年12月18日）

### 英語詞
- All-4-One『Christmas』（1995年）
- エリック・マーティン『MR.VOCALIST X'MAS』（2009年11月11日）
- BENI『COVERS:2』（2012年11月7日）
- Rake『I Sing a Song〜for Christmas〜』[59]（2012年11月28日）
- イディナ・メンゼル『SNOW WISHES / スノー・ウィッシズ〜雪に願いを』（2014年11月12日）
- Pentatonix『That's Christmas To Me (Japan Edition)』（2014年11月26日）

### インストゥルメンタル他
- シャカタク『クリスマス・イブ』（1990年）
- ジングル・キャッツ「クリスマス・イヴ」（1996年）
- 上松美香「クリスマス・イブ」（2001年）
- Clacks『Clacks-クラックス-』（2003年）
- リチャード・クレイダーマン『アンティーク ピアノの贈り物』ヨハン・フリッツ製ピアノを使用。（2003年）
- 女子十二楽坊『Merry Christmas To You 〜女子十二楽坊〜』（2005年）
- 井の頭レンジャーズ『COMPLETE COLLECTION 2013-2015』[60]（2015年7月1日）
- 小原孝『ピアノ・クリスマス』（2015年11月4日）
- 東儀秀樹『Hichiriki Christmas』（2016年11月9日）